# 刘兴中
刘兴中（1941年4月—），男，回族，宁夏银川人，中华人民共和国政治人物，曾任宁夏回族自治区人大常委会副主任、党组成员。